# I'm Home
I'm Home (Japonés: アイムホーム  ; Hepburn: Aimu Homu) es una serie de televisión japonesa basada en el manga de Kei Ishizaka. Se emitió por la cadena TV Asahi desde el 16 de abril de 2015 hasta el 18 de junio de 2015, y fue protagonizada por Takuya Kimura y Aya Ueto

## Argumento
Hisashi Ieji trabaja para una sociedad de valores. Hace 5 años, Hisashi Ieji tuvo un accidente en el lugar donde fue enviado a trabajar. Debido al accidente, sus últimos recuerdos se han desdibujado. También no tiene sentimientos por su esposa Megumi Ieji o su hijo de 4 años de edad. Para él, es como si su esposa e hijo estuvieran usando máscaras. Hisashi Ieji tiene buenos recuerdos de su exesposa y su hija. Se divorció de su exesposa hace 5 años. Para averiguar qué pasó con él durante los últimos 5 años, Hisashi Ieji va en un viaje a encontrarse a sí mismo y tiene 10 llaves misteriosas para lograrlo.

## Reparto

### Personajes principales
- Takuya Kimura es Hisashi Ieji.
- Aya Ueto es Megumi Ieji.
- Miki Mizuno es Kaoru Nozawa.
- Kei Tanaka es Tsuyoshi Honjō.
- Miyu Yoshimoto es Yua Takanashi.
- Toshiyuki Nishida es Yukio Kozukue.

### Cameos
- Teruyuki Kagawa como Masao Takeda (ep.1)
- Saki Takaoka como una azafata en un bar en Ginza (ep.1)
- Akiko Hinagata (ep.4)
- Jun Fubuki como Azusa Ieji (ep.5)
- Kin'ya Kitaōji as Yōzō Kitaōji (ep.7)
- Yūsuke Santamaria (ep.9)
- Nozomi Sasaki (ep.10)

- Datos: Q11282015